# Albarkaram

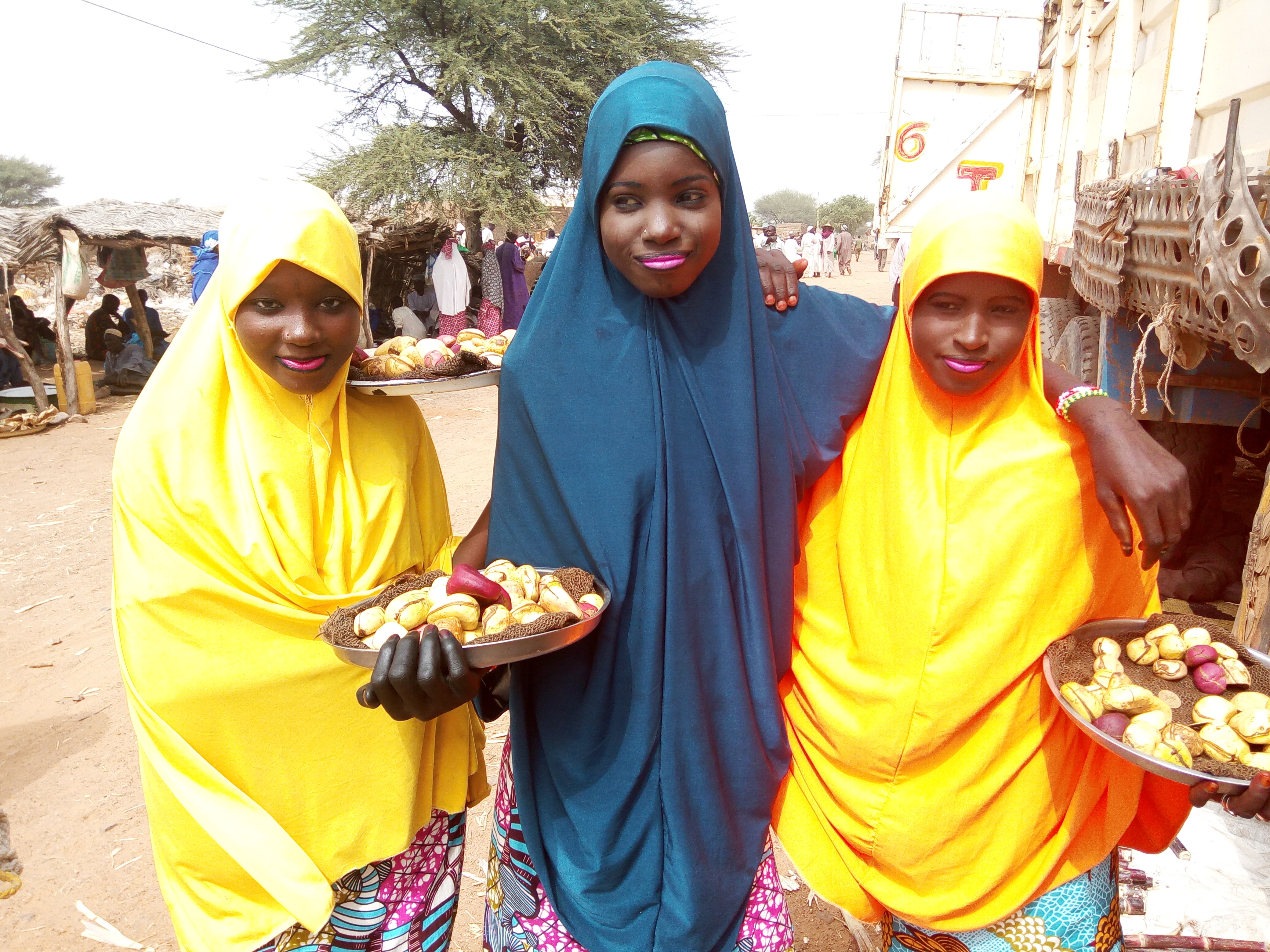
Kola-Verkäuferinnen im zur Gemeinde Albarkaram gehörenden Dorf Kassama (2016)

Albarkaram (auch: Alberkaram) ist eine Landgemeinde im Departement Damagaram Takaya in Niger.

## Geographie
Albarkaram liegt in der Sahelzone im aus kristallinen Quarziten bestehenden Alberkaram-Massiv nordöstlich der Großstadt Zinder. Die Nachbargemeinden Albarkarams sind Wamé im Norden, Damagaram Takaya im Osten, Gaffati im Süden und Dakoussa im Westen. Bei den Siedlungen im Gemeindegebiet handelt es sich um 29 Dörfer und 51 Weiler. Der Hauptort der Landgemeinde ist das Dorf Albarkaram.

## Geschichte

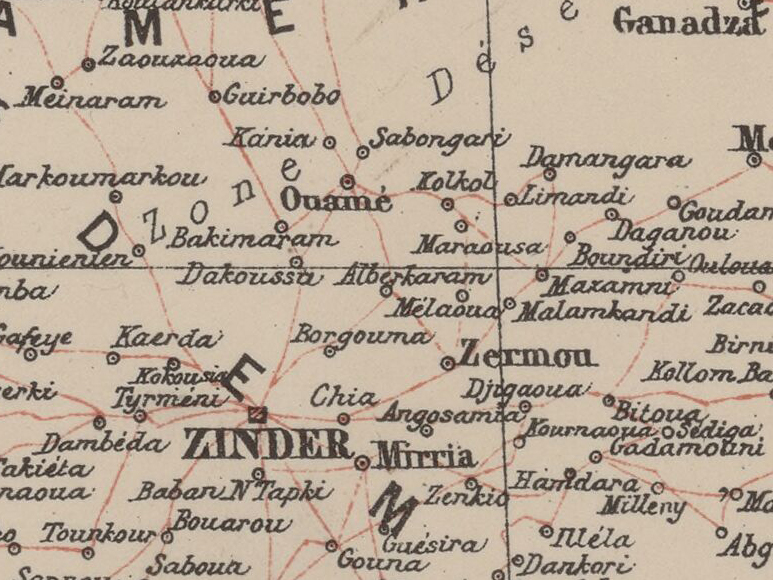
Ausschnitt einer Karte von 1903 mit Albarkaram (Alberkaram) im Zentrum

Die Landgemeinde Albarkaram ging 2002 im Zuge einer landesweiten Verwaltungsreform aus dem Kanton Albarkaram hervor. Seit 2011 gehört die Landgemeinde nicht mehr zum Departement Mirriah, sondern zum neugegründeten Departement Damagaram Takaya.

## Bevölkerung
Bei der Volkszählung 2012 hatte die Landgemeinde 17.619 Einwohner, die in 2700 Haushalten lebten. Bei der Volkszählung 2001 betrug die Einwohnerzahl 10.993 in 1760 Haushalten.
Im Hauptort lebten bei der Volkszählung 2012 1526 Einwohner in 218 Haushalten, bei der Volkszählung 2001 716 in 115 Haushalten und bei der Volkszählung 1988 702 in 138 Haushalten.
In ethnischer Hinsicht ist die Gemeinde ein Siedlungsgebiet von Damagarawa, Kanuri und Iklan. In Albarkaram leben außerdem Angehörige der vor allem Fernweidewirtschaft betreibenden Tuareg-Untergruppe Ichiriffen.

## Politik
Der Gemeinderat (conseil municipal) hat 11 gewählte Mitglieder. Mit den Kommunalwahlen 2020 sind die Sitze im Gemeinderat wie folgt verteilt: 7 PNDS-Tarayya, 3 CPR-Inganci und 1 ARD-Adaltchi Mutunchi.
Jeweils ein traditioneller Ortsvorsteher (chef traditionnel) steht an der Spitze von 27 Dörfern in der Gemeinde, darunter dem Hauptort.

## Wirtschaft und Infrastruktur
Das staatliche Versorgungszentrum für landwirtschaftliche Betriebsmittel und Materialien (CAIMA) unterhält eine Verkaufsstelle im Dorf Kassama. In Kassama ist ein Gesundheitszentrum des Typs Centre de Santé Intégré (CSI) vorhanden. Es verfügt über ein eigenes Labor und eine Entbindungsstation. Der CEG Kassama ist eine allgemein bildende Schule der Sekundarstufe des Typs Collège d’Enseignement Général (CEG). Beim Centre de Formation aux Métiers d’Albarkaram (CFM Albarkaram) und beim Centre de Formation aux Métiers de Kassama (CFM Kassama) handelt es sich um Berufsausbildungszentren.
Beim Hauptort und durch Kassama verläuft die 187,5 Kilometer lange Nationalstraße 34 zwischen der Nationalstraße 11 und Gouré. Es handelt sich um eine einfache Erdstraße. Bei Kassama beginnt die 17,08 Kilometer lange Route 752 nach Zermou, eine wenig ausgebaute Landstraße.